# Кампу-Ларгу
Кампу-Ларгу (порт. Campo Largo) — муниципалитет в Бразилии, входит в штат Парана. Составная часть мезорегиона Агломерация Куритиба. Входит в экономико-статистический микрорегион Куритиба. Население составляет 107 756 человек на 2006 год. Занимает площадь 1249,422 км². Плотность населения — 86,2 чел./км².

## История
Город основан в 1870 году.

## Статистика
- Валовой внутренний продукт на 2004 год составляет 965 338 037,00 реалов (данные: Бразильский институт географии и статистики).
- Валовой внутренний продукт на душу населения на 2004 год составляет 9356,00 реалов (данные: Бразильский институт географии и статистики).
- Индекс развития человеческого потенциала на 2000 год составляет 0,774 (данные: Программа развития ООН).

## География
Климат местности: субтропический гумидный. В соответствии с классификацией Кёппена, климат относится к категории Cfb.